# Neoscona subpullata
Neoscona subpullata là một loài nhện trong họ Araneidae.
Loài này thuộc chi Neoscona. Neoscona subpullata được Friedrich Wilhelm Bösenberg & Embrik Strand miêu tả năm 1906.

## Hình ảnh

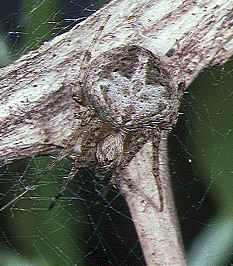
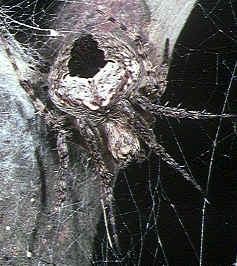
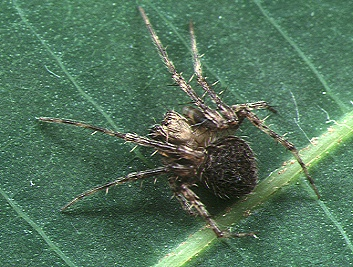